# Cryptops armatus
Cryptops armatus är en mångfotingart som beskrevs av Filippo Silvestri 1899. Cryptops armatus ingår i släktet Cryptops och familjen Cryptopidae. Inga underarter finns listade i Catalogue of Life.